# Ana de Pisseleu
Ana de Pisseleu, duquesa de Étampes (en francés: Anne de Pisseleu d'Heilly, duchesse d'Étampes; Fontaine-Lavaganne, 1508-Heilly, 1580), fue la amante del rey Francisco I de Francia. Era la hija de Adrien de Pisseleu, seigneur d'Heilly, un noble picardo quien, con el auge de su hija en la corte, fue nombrado seigneur de Meudon, maestro de las aguas y bosques de la Isla de Francia, de Champaña y de Brie.

## La vida decourtisanede un rey
Llegó a la corte antes de 1522 y fue una de las damas de honor de Luisa de Saboya, la madre de Francisco I, cuando ella era duquesa de Angulema. Francisco hizo de Ana su amante, probablemente al regresar de su cautividad en Madrid (1526), y pronto abandonó a su antigua amante, Francisca de Foix, por ella.
Se describía a Ana como llena de brío, bonita, ingeniosa y cultivada, "la más bella entre las cultas y la más culta entre las bellas"; tuvo éxito al mantener el favor del rey hasta su muerte en 1547. La relación recibió cierto reconocimiento oficial; cuando la reina Leonor de Austria entró en París en 1530, el rey y Ana ocuparon la misma ventana. En 1533, Francisco la dio en matrimonio a Juan IV de Brosse, a quien hizo duque de Étampes. 

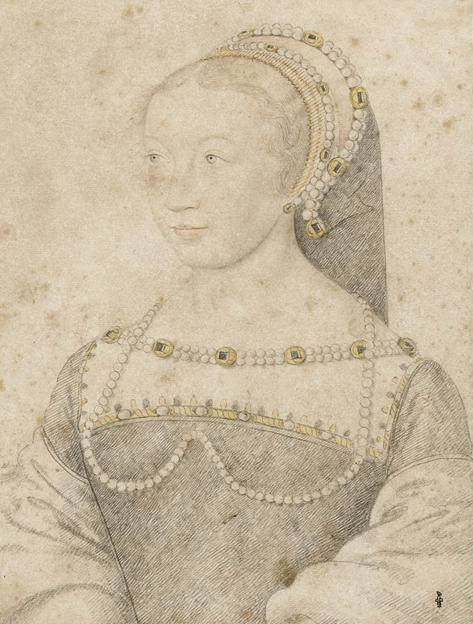
Esbozo de Ana por François Clouet.

La influencia de la duquesa de Étampes, especialmente en los últimos años del reinado, fue considerable. Apoyó al almirante Philippe de Chabot frente al condestable de Montmorency, quien era apoyado por la cortesana rival, Diana de Poitiers, la amante del delfín Enrique. Ana era amiga de las ideas nuevas, tolerante hacia los protestantes, cuyas creencias abrazó abiertamente tras la muerte del rey y cooperó con la hermana del rey, Margarita de Angulema.
Usó su influencia para elevar y enriquecer a su familia, su tío, Antoine Sanguin (m. 1559), que fue nombrado obispo de Orleans en 1533 y cardenal en 1539; sus tres hermanos fueron nombrados obispos y dos hermanas abadesas, las otras hermanas hicieron buenos matrimonios. Carecen de prueba las acusaciones que se hicieron contra la ella de haberse dejado ganar por Carlos V, o de ser traidora en 1544 y en el período preparatorio del Tratado de Crépy (septiembre de 1545).
A la muerte de Francisco I, Ana fue despedida de la corte por Diana de Poitiers, que entonces era amante del nuevo rey Enrique II. Aunque sus criaturas en la corte fueron humilladas de todas las formas posibles después de que la despidieran, se le permitió morir en la oscuridad mucho después, probablemente durante el reinado de Enrique III.